# 江果
江果（？—？）是南北朝时期军人、政治家。济阳考城人，为江悦之之孙，江文遥之子。

## 生平
528年，父江文遥任安州刺史时卒于任上，他因父亲治理当地的功绩继承职位。被黄帝任命为直散騎侍郎、假節龍驤將軍、行安州事、任州都督。时叛军四起，他率孤军守城，但因贼势转盛，救援不接，率安州官民弃城逃走。后与诸弟逃往高句丽，536年，皇帝下令高句丽送其返回，538年，回朝。